# مولزهایم
مولزهایم (به آلمانی: Molzhain) یک شهر در آلمان است که در راینلاند-فالتس واقع شده‌است.

## خصوصیات
مولزهایم ۵۷۱ نفر جمعیت دارد.